# Guardia Nacional (El Salvador)
Die Guardia Nacional von El Salvador war eine Gendarmerie.

## Geschichte

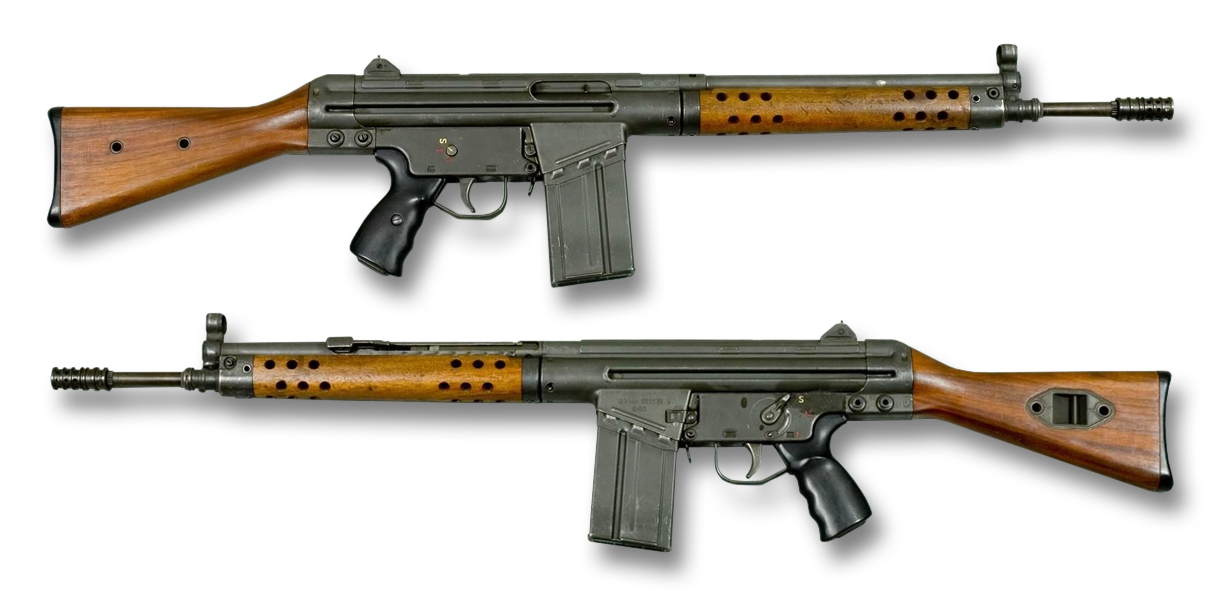
Heckler & Koch G3 Holzschaft Display noBG

Sie wurde 1912 von Präsident Manuel Enrique Araujo gegründet. Vorbild war die spanische Guardia Civil. Anfang bis Mitte der 1980er Jahre besaß die GN eine Personalstärke von ca. 4.000 bis 7.600 Mann und war in fünf so genannten Kommandos mit 14 Kompanien gegliedert. Die Kompanien besaßen teilweise Bataillonsstärke. Außerdem existierten Mitte der 1980er Jahre Sonderformationen wie eine Militärpolizei-Kompanie und die Antiterroreinheit COPARA. Die Bewaffnung bestand u. a. G3-Gewehren. Die Uniform war dunkelgrün. Als Kopfbedeckung diente der US-amerikanische M1-Stahlhelm.
Ihre Mitglieder, wie López Sibrián, waren an Menschenrechtsverletzungen beteiligt. Die Guardia Nacional wurde entsprechend den Friedensverträgen von Chapultepec vom 16. Januar 1992 aufgelöst.